# Triumph TR7 Sprint
La versión Triumph TR7 Sprint del deportivo Triumph TR7 fue producida en 1977 por Triumph Motor Company (entonces parte de British Leyland) en cantidades muy limitadas: probablemente no más de 61 unidades en total. Usó el motor Triumph slant-four de 16 válvulas y 2 litros con 127 caballos del Triumph Dolomite Sprint, en una versión altamente preparada. 
Este motor, "declarado en 225 CV a 8000 rpm" en 1977, se utilizó en los TR7 del Grupo 4 del equipo de rallyes de fábrica de British Leyland (BL), desde 1976 hasta 1978. Sustituyó al propulsor del modelo base del TR7 de 105 caballos, 8 válvulas, y 2 litros, una versión más sencilla del mismo motor slant-4. La versión de 16 válvulas se especificó originalmente en el Dolomite Sprint en 135 caballos, y los motores estándar cuidadosamente ensamblados eran conocidos por dar sostenidamente 150 caballos en el banco de pruebas de fábrica.

## Historia

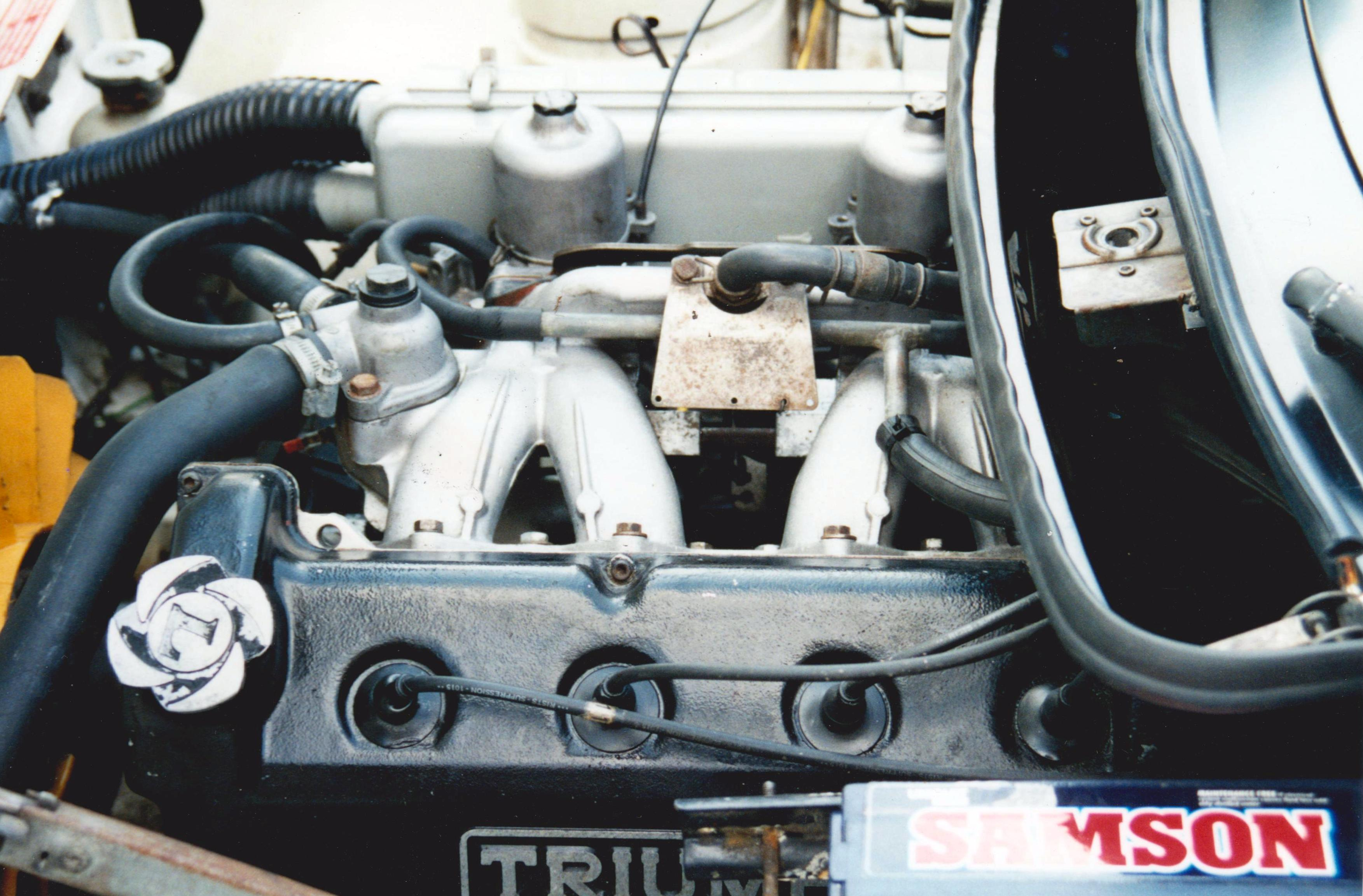
Compartimento del motor del TR7 Sprint desde la izquierda

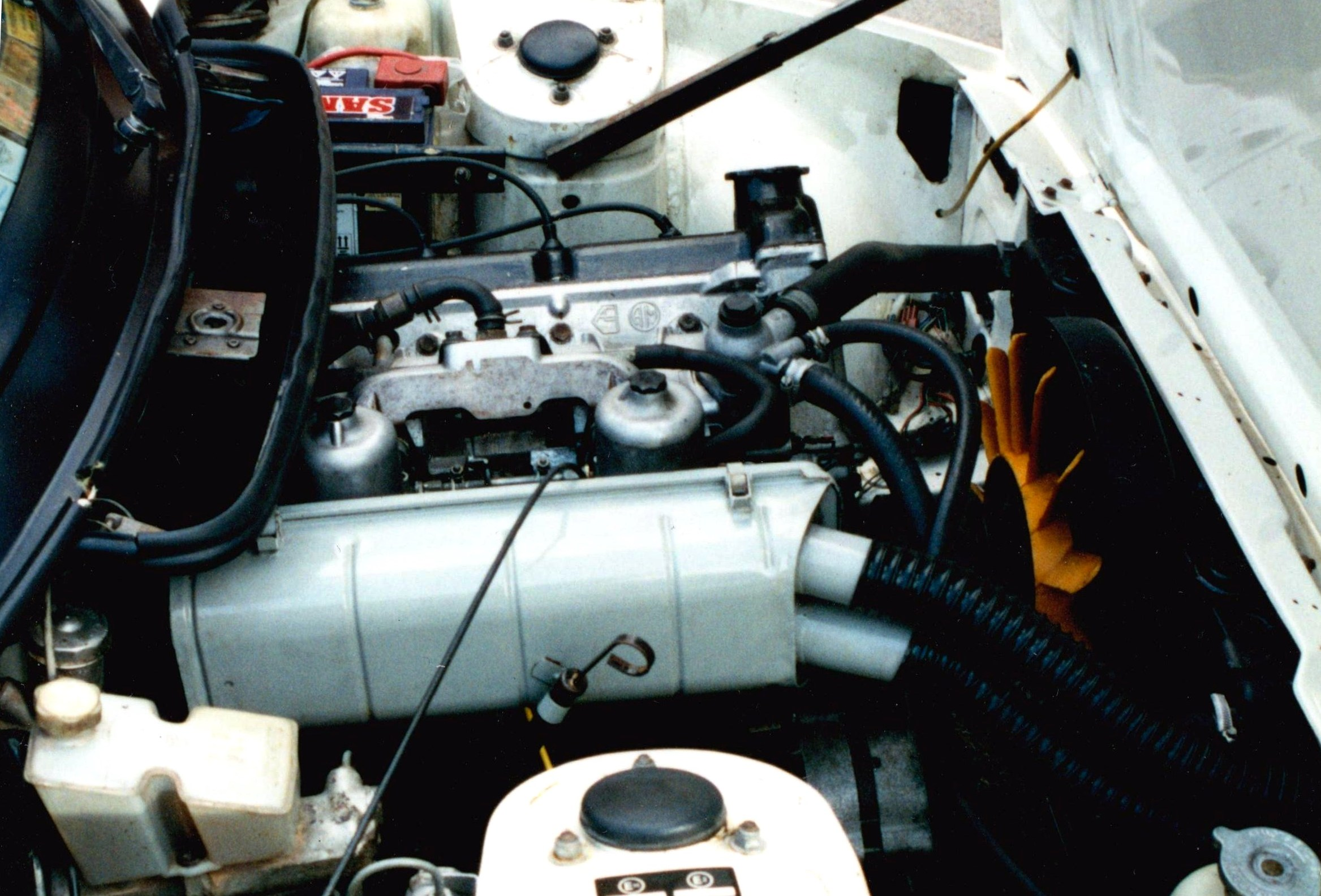
Compartimento del motor del TR7 Sprint desde la derecha

Las razones por las que se produjeron tan pocos TR7 Sprint han sido tema de debate, ya que nunca fue un modelo catalogado. Se asume ampliamente que se construyeron para dedicarlos a la venta, pero el modelo se canceló después de que solo se fabricaran unas pocas unidades. Se ha sugerido que se canceló como resultado de una decisión industrial o porque el departamento de ventas y marketing no lo quería, ya que no era una mejora suficiente con respecto al modelo base TR7 o porque no podía cumplir con los cambios de 1976 relativas a la legislación sobre emisiones para el mercado de EE. UU., al que se dirigieron principalmente el TR7 y el TR8 posterior. También se ha observado que ninguna de las razones sugeridas coincide con el momento en que cesó la producción principal, a finales de junio de 1977. Tampoco explican por qué un modelo de 16 válvulas habría comenzado la producción con el TR8 tan cerca, por qué no se han encontrado registros adecuados para el modelo, ni por qué los coches que se construyeron se habrían vendido, en lugar de ser desechados o reconvertidos al modelo normal, como sucedió con las 25 unidades de desarrollo de la versión TR7 con motor de la serie O cuando ese programa se canceló unos años más tarde.
Sin embargo, existe alguna evidencia de que el modelo TR7 de 16 válvulas fue cancelado a favor del TR8 en 1975 o 1976. Coincidió con la cancelación del Triumph SD2, sustituto propuesto del Dolomite, que también iba a utilizar el motor slant-four de 16 válvulas y un sistema de inyección de combustible electrónico que debería haber cumplido con los requisitos de emisiones de EE. UU. Serían cancelados después de que BLMC quebró y fuese nacionalizada bajo el plan de casi 3 mil millones de libras derivado del Informe Ryder (British Leyland), que todavía estaba en vigor hasta bien entrado 1977. Pero BL todavía necesitaba algunos TR7 con motor de 16 válvulas en 1977 como especiales de homologación, que tenían que estar "destinados a la venta normal" y se necesitaba cierta documentación de respaldo para continuar con el TR7 de 16 válvulas en 1978, tras un cambio en las reglas de la FIA, que se aplicaron al TR7 y varios otros coches de rally. En febrero de 1978, la FIA otorgó una segunda aprobación para el uso de la culata de 16 válvulas en el TR7 de rally del Grupo 4 a tiempo para su uso en el rally Mintex de ese año.

## Especificaciones técnicas
Motor: Triumph Slant Four 1998cc 16 válvulas
Cilindrada: 1998 cc
Válvulas: 16
Relación de compresión: 9,5:1
Sistema de combustible: carburadores dobles SU HS6 con estrangulador de 1¾" 
Potencia máxima: 127 bhp @ 5200 rpm (estimada)
Par máximo: 122 libras · pie a 4500 rpm (estimado)

## Características distintivas

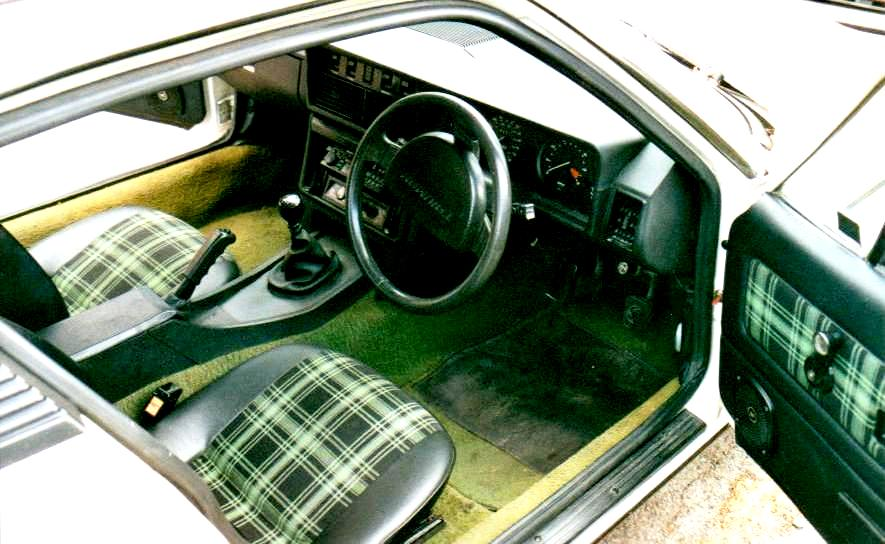
Interior del TR7 Sprint

"Hay una gran cantidad [comparativamente] de conversiones Sprint construidas de forma privada sobre ... Los compradores deben tener cuidado con esto si se les pide un precio superior por un supuesto TR7 Sprint 'genuino'": todas las partes esenciales para convertir un TR7 en una copia funcional de un TR7 Sprint, aunque no idéntico, puede obtenerse de un Dolomite Sprint o permanecer disponible de los proveedores; varias empresas venden kits de conversión en línea; y varias fuentes proporcionan información y consejos sobre la conversión a un TR7 Sprint. Uno de los cuales dice, "esta actualización lo lleva a la misma banda de potencia que un TR8 original, pero por una fracción del costo, el esfuerzo y el tiempo". También hay varios sitios web dedicados al Sprint y sus conversiones (    ) y al menos un foro ().
Parece que el exterior de los TR7 Sprint de preproducción era, y presumiblemente los coches de producción habrían sido, indistinguible del TR7 de la época, aparte de las calcomanías y las franjas laterales. Sin embargo, se sabe que se estaban probando varios juegos de calcomanías diferentes en los prototipos.

## Cancelación

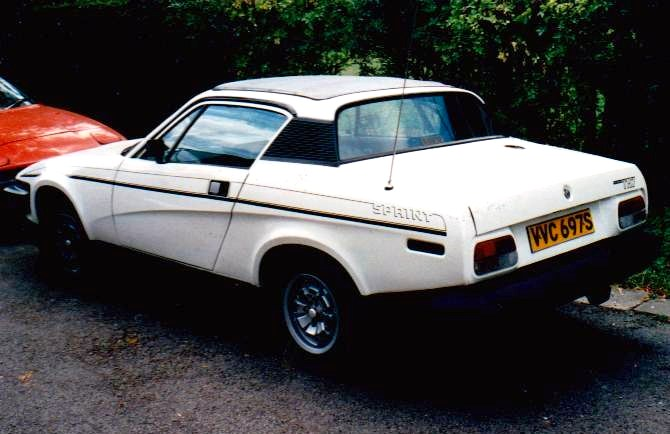
TR7 Sprint desde atrás, mostrando una franja lateral destinada a la versión de producción en serie

Ha sido una cuestión de conjeturas y debate si el TR7 Sprint alguna vez fue realmente pensado para la producción en serie completa como modelo catalogado y por qué se hicieron tan pocos si lo fue. Se ha especulado mucho sobre la posible producción de una versión de 16 válvulas del TR7 desde el principio. Esto se debió a que los dos motores usaban el mismo bloque, etc., por lo que parecía un desarrollo obvio. Incluso se afirma que fue uno de los coches deportivos más esperados de la década de 1970.
La razón habitual dada para la cancelación del TR7 Sprint es la huelga de 17 semanas en la planta de British Leyland en Speke, donde se fabricaban el TR7 y al menos algunos de los TR7 Sprint, a partir de principios de noviembre de 1977. Esto resultó en el cierre de la planta en mayo de 1978, el traslado de la producción a Canley, Coventry y, se dice, llevó a la cancelación del TR7 Sprint. Sin embargo, esta acción industrial se atribuye, en última instancia, al "reemplazo del aristocrático Lord Stokes por el empresario sudafricano Michael Edwardes" como director gerente, anunciado en noviembre de 1977. Por lo tanto, estos eventos ocurren mucho después de que cesó la producción principal a principios de julio de 1977, y probablemente demasiado tarde para ser responsable del cambio de estado indicado por el inicio de la transferencia de los carros de taller de prensa fuera del control de Ventas y Marketing, el 9 de noviembre de 1977. Otra razón dada para la cancelación es que "el departamento de marketing lo eliminó porque los tiempos de aceleración 0-60 eran idénticos a los del motor 2V con un pequeño aumento en la velocidad máxima". Sin embargo, se discute esta falta de diferencia significativa, y no se da ninguna razón por la cual se debería haber producido ningún TR7 Sprint si Ventas y Marketing no lo quisieran.
La única razón aparente que se atribuye a una fuente creíble dentro de British Leyland (Mike Dale, entonces vicepresidente de ventas y marketing de BL US) vincula la cancelación del modelo TR7 Sprint con la cancelación de la versión con inyección de combustible de costo reducido del con motor slant-four de 16 válvulas, que se estaba desarrollando porque, a diferencia del TR7 y TR8, el motor de 16 válvulas del Sprint no era adecuado para el equipo de control de emisiones necesario para el mercado estadounidense, que era el principal mercado objetivo para el TR7 y el TR8. Este motor se estaba desarrollando originalmente para el Triumph SD2, que se canceló en 1975. Además, el programa de reducción de costos parece haber sido cancelado en 1975, antes de que el SD2 se convirtiera en parte del programa Triumph-Morris TM1, que también se canceló más tarde en 1975, y el sistema de inyección de combustible no llegó a la producción en serie del Dolomite Sprint, que continuó hasta 1980. Esta cancelación con el SD2 en 1975 está respaldada por el informe Ryder de 1975, que siguió a la quiebra de BLMC, proporcionó el plan de rescate de casi 3 mil millones de libras para BL a través de la propiedad de la National Enterprise Board, e identificó la necesidad crítica de BL de racionalizar la gama de modelos competidores y tipos de motores producidos por BLMC.
Considerando que, el inicio de la producción del TR7 Sprint se inició inmediatamente después de la homologación de la caja de cambios de 5 velocidades y el eje HD (para el TR7 Grupo 3) en enero de 1977, que necesitaba la potencia extra del motor de 16 válvulas. En este punto, la especificación del automóvil necesaria para volver a homologar el TR7 Grupo 4 según las nuevas reglas se hizo segura. El final de la producción principal, a principios de julio de 1977, también se produjo poco después de que la producción alcanzara los 50 coches con registros de fabricación, que parece ser el número requerido por la FIA para tales evoluciones. Además, su transferencia fuera del mantenimiento de ventas y marketing se produjo solo 8 días después de que aparentemente se tomaron las fotos de homologación del TR7 Sprint, lo que presumiblemente coincide con su inspección antes de otorgar la segunda aprobación de la culata de 16 válvulas.
Por lo tanto, las referencias anecdóticas a la "producción" del TR7 Sprint pueden, ya que el término producción se usa con varios otros especiales de homologación, como el Vauxhall Chevette HSR y el Porsche 924 Carrera GTS, referirse a los pocos necesarios para este proceso de homologación. modificación.
Cuando finalizó el programa TR7 Sprint y los coches se volvieron redundantes, "la mayoría se vendió a compradores privados" y algunos entraron en el plan de gestión de vehículos de BL y se alquilaron a empleados de BL. Se sabe que algunos todavía se conservan.